# Návesní rybník (Zaječice)
Návesní rybník v Zaječicích je rybník nacházející se na jižním okraji obce Zaječice v okrese Chrudim. Rybník má obdélníkový tvar a je napájen vodou z říčky Ležáku protékající nedaleko na jeho východní straně. Hráz se nachází na jihu a prochází po ní silnice vedoucí k železniční zastávce Zaječice. 

## Galerie

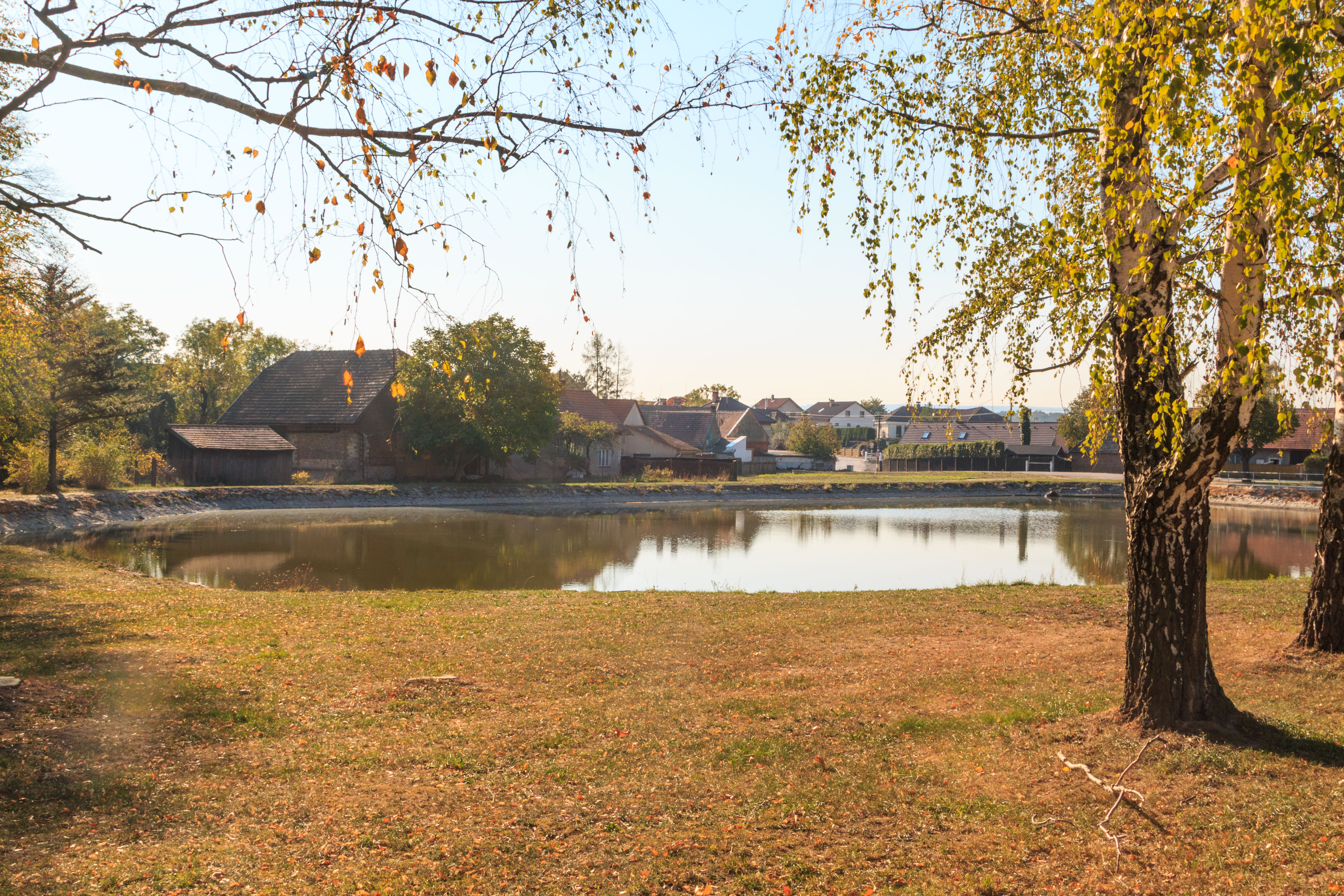
Návesní rybník v Zaječicích
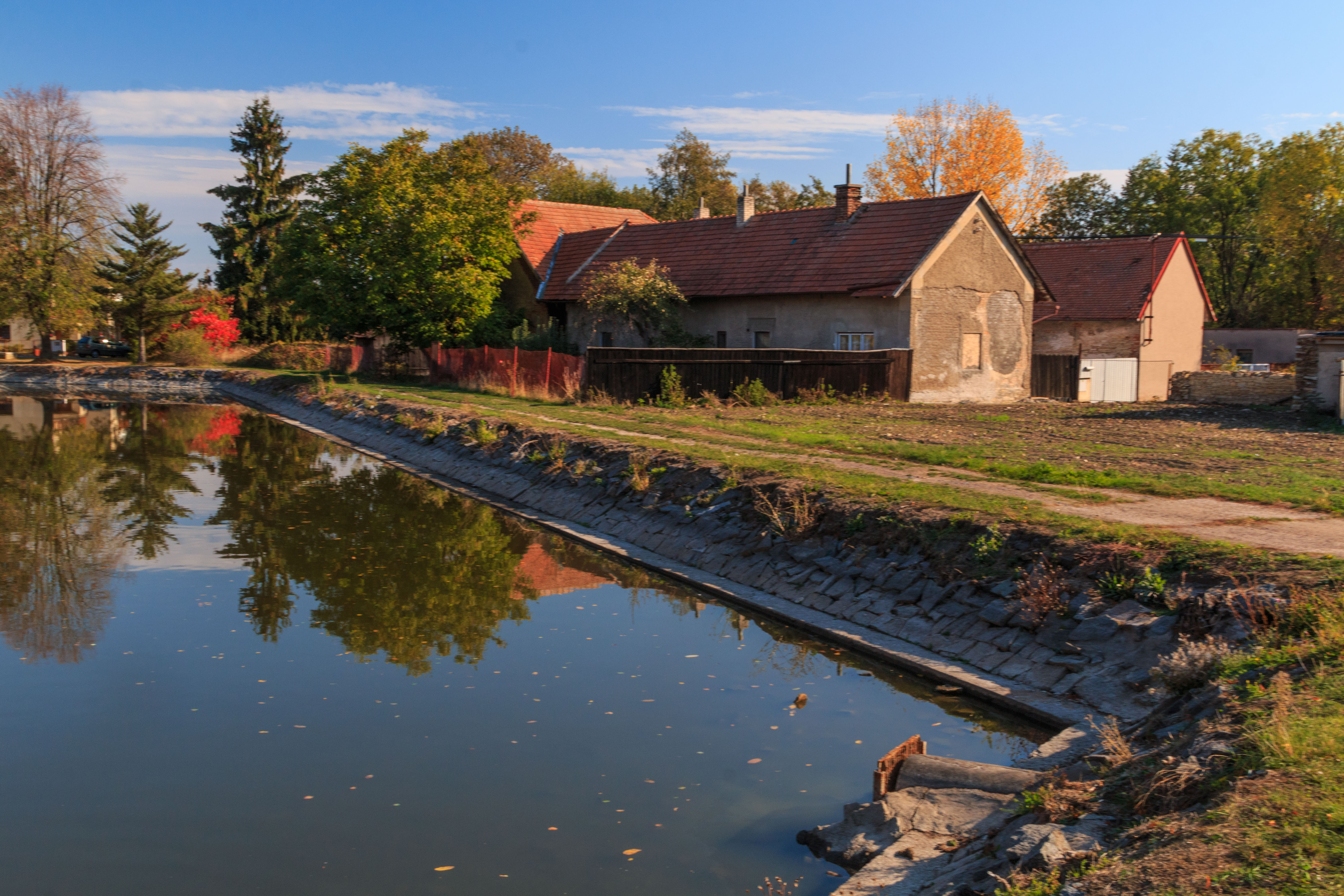
Návesní rybník v Zaječicích